# Nove Davydkovo
Nove Davydkovo (ukrajinsky Нове Давидково, česky Nové Davidkovo, maďarsky Újdávidháza) je obec v mukačovské městské komunitě v mukačevském okrese Zakarpatské oblasti Ukrajiny. V roce 2025 zde žilo 4056 obyvatel.
Leží na břehu řeky Latorica 10 km západně od Mukačeva. 

## Historie
Obec je poprvé zmíněná v historických pramenech z první poloviny 15. století. Do Trianonské smlouvy byla obec součástí Uherska, poté po názvem Nové Davidkovo součástí Československa. V důsledku první vídeňské arbitráže byla v letech 1938 až 1944 součástí Maďarska. Od roku 1945 patříla k Ukrajinské sovětské socialistické republice, která byla součástí SSSR, a nakonec od roku 1991 patří samostatné Ukrajině.